# Leave a Whisper
Albums de Shinedown
Us and Them
(2005)
Singles
1. Fly from the Inside
Sortie : 23 mars 2003
2. 45
Sortie : 29 juillet 2003
3. Simple Man
Sortie : 2003
4. Burning Bright
Sortie : 13 juillet 2004

Leave a Whisper est le premier album musical du groupe Shinedown sorti en 2003.

## Fiche technique

### Liste des chansons
| 1.    | Fly from the Inside | 3:55 |
| 2.    | Left Out            | 3:51 |
| 3.    | Lost in the Crowd   | 3:58 |
| 4.    | No More Love        | 3:46 |
| 5.    | Better Version      | 3:45 |
| 6.    | Burning Bright      | 3:46 |
| 7.    | In Memory           | 4:04 |
| 8.    | All I Ever Wanted   | 4:12 |
| 9.    | Stranger Inside     | 4:01 |
| 10.   | Lacerated           | 4:00 |
| 11.   | Crying Out          | 3:34 |
| 12.   | 45                  | 4:09 |
| 47:01 |                     |      |

| Liste des chansons de l'édition deluxe | Liste des chansons de l'édition deluxe | Liste des chansons de l'édition deluxe | Liste des chansons de l'édition deluxe | Liste des chansons de l'édition deluxe | Liste des chansons de l'édition deluxe | Liste des chansons de l'édition deluxe | Liste des chansons de l'édition deluxe | Liste des chansons de l'édition deluxe | Liste des chansons de l'édition deluxe |
| No                                     | Titre                                  | Auteur                                 | Durée                                  |                                        |                                        |                                        |                                        |                                        |                                        |
| -------------------------------------- | -------------------------------------- | -------------------------------------- | -------------------------------------- | -------------------------------------- | -------------------------------------- | -------------------------------------- | -------------------------------------- | -------------------------------------- | -------------------------------------- |
| 13.                                    | Simple Man (Lynyrd Skynyrd cover)      |                                        | 5:20                                   |                                        |                                        |                                        |                                        |                                        |                                        |
| 14.                                    | Burning Bright (Sanford Mix)           |                                        | 3:44                                   |                                        |                                        |                                        |                                        |                                        |                                        |
| 15.                                    | 45 (Acoustic)                          |                                        | 4:34                                   |                                        |                                        |                                        |                                        |                                        |                                        |
| 60:39                                  |                                        |                                        |                                        |                                        |                                        |                                        |                                        |                                        |                                        |

| Deluxe edition bonus tracks2 | Deluxe edition bonus tracks2              | Deluxe edition bonus tracks2 | Deluxe edition bonus tracks2 | Deluxe edition bonus tracks2 | Deluxe edition bonus tracks2 | Deluxe edition bonus tracks2 | Deluxe edition bonus tracks2 | Deluxe edition bonus tracks2 | Deluxe edition bonus tracks2 |
| No                           | Titre                                     | Auteur                       | Durée                        |                              |                              |                              |                              |                              |                              |
| ---------------------------- | ----------------------------------------- | ---------------------------- | ---------------------------- | ---------------------------- | ---------------------------- | ---------------------------- | ---------------------------- | ---------------------------- | ---------------------------- |
| 16.                          | Simple Man (Version Rock)                 |                              | 4:25                         |                              |                              |                              |                              |                              |                              |
| 17.                          | Leave a Whisper (Session Leave a Whisper) |                              | 3:36                         |                              |                              |                              |                              |                              |                              |
| 18.                          | Start Over (Session Leave a Whisper)      |                              | 4:32                         |                              |                              |                              |                              |                              |                              |
| 19.                          | Soon Forgotten (Demo)                     |                              | 3:33                         |                              |                              |                              |                              |                              |                              |
| 20.                          | No More Love (Demo)                       |                              | 3:46                         |                              |                              |                              |                              |                              |                              |
| 21.                          | Falling Fearless (Demo)                   |                              | 4:39                         |                              |                              |                              |                              |                              |                              |
| 22.                          | Left Out (Demo)                           |                              | 3:36                         |                              |                              |                              |                              |                              |                              |
| 23.                          | Emptiness Man (Demo)                      |                              | 2:51                         |                              |                              |                              |                              |                              |                              |
| 24.                          | Notice Me (Demo)                          |                              | 4:03                         |                              |                              |                              |                              |                              |                              |
| 25.                          | Fly from the Inside (Live acoustique)     |                              | 3:59                         |                              |                              |                              |                              |                              |                              |
| 99:39                        |                                           |                              |                              |                              |                              |                              |                              |                              |                              |

### Interprètes
| Shinedown - Brent Smith – chant - Jasin Todd – guitare, Lap steel guitar, Thérémine, Sitar - Brad Stewart – basse - Barry Kerch – batterie | Musiciens supplémentaires - Steven Marshall sur 45 |

### Équipe de production
| Personnel de production - Bob Marlette - production - John Ewing - ingénieur, mixage, production |